# Kolacja po amerykańsku
Kolacja po amerykańsku (ang. Dinner in America) – amerykańska czarna komedia z 2020 roku, będąca pełnometrażowym reżyserskim debiutem Adama Cartera Rehmeiera.
Film opowiada o romansie nieśmiałej, uznanej przez najbliższe otoczenie za opóźnioną Patty (w tej roli Emily Skeggs) z wokalistą undergroundowego zespołu rockowego i recydywistą o skłonnościach piromańskich, Simonem (granym przez Kyle'a Garnera). Zarówno spolegliwa wobec rodziny i pracodawcy Patty, jak i anarchiczny Simon spotykają się z surowym osądem ze strony społeczeństwa. Złożona z humorystycznych gagów fabuła składa się na krytykę współczesnego konsumpcyjnego stylu życia, a także afirmację muzyki rockowej jako sposobu na wyzwolenie z narzuconych ram postępowania.
Premiera filmu miała miejsce 24 stycznia 2020 roku, na Festiwalu w Sundance, tam też obraz zdobył nominację do nagrody Grand Prix dla najlepszego reżysera. W serwisie Rotten Tomatoes film uzyskał 91% pozytywnych opinii na podstawie 77 recenzji.

## Obsada
- Kyle Gallner jako Simon
- Emily Skeggs jako Patty
- Griffin Gluck jako Kevin, młodszy brat Patty
- Pat Healy jako Norman, ojciec Patty
- Mary Lynn Rajskub jako Connie, matka Patty
- David Yow jako Eddie Sorvino, menadżer muzyczny Simona
- Hannah Marks jako Beth, córka Billa i Betty
- Nick Chinlund jako Bill, ojciec Beth
- Lea Thompson jako Betty, matka Beth
- Sean Rogers jako Bobby, brat Beth
- Nico Greetham jako Derrick
- Lukas Jacob jako Brandon
- Sidi Henderson jako Pan Hanley
- Maryann Nagel jako Nancy
- Brittany Sheets jako Sissy
- Sophie Bolen jako Karen

## Nagrody i Nominacje

### Nagrody
- Festiwal Fantasporto, nagroda za najlepszy scenariusz;
- Dublin International Film Festival, nagroda jury dla najlepszego aktora pierwszoplanowego;
- Neuchâtel International Fantastic Film Festival, nagroda dla najlepszego filmu roku;
- Odesa International Film Festival, nagroda dla najlepszego reżysera;

### Nominacje
- Expresión en Corto International Film Festival, nominacja dla najlepszego filmu roku;
- Sundance Film Festival, nominacja dla najlepszego reżysera.